# Spodoptera frugiperda
La Spodoptera frugiperda, conosciuta anche come falena del mais, è una farfalla notturna appartenente alla famiglia Noctuidae.
Sono noti per essere parassiti e causare danni significativi alle colture di cereali e legumi.

## Descrizione
L'adulto misura da 32 a 40 mm di apertura alare. Le ali anteriori sono bruno-grigiastre e le ali posteriori sono bianche. È presente un leggero dimorfismo sessuale; i maschi hanno un disegno più pronunciato e una macchia bianca sulle ali anteriori. Il primo stadio larvale è di colore chiaro con una testa grande e scura. Gli stadi successivi diventano più scuri, marroni con linee bianche longitudinali. Sviluppano anche macchie scure e spine.

## Distribuzione geografica
È originaria del Sud America, e si è diffusa in altre parti dell'America centrale e del Nord America. Non può svernare in luoghi dove la temperatura scende sotto gli 0°C. Sopravvive solo nelle regioni più calde, ad esempio il Texas e la Florida negli Stati Uniti, motivo per cui è più abbondante in tali regioni. Tuttavia, è capace di migrazioni stagionali e può raggiungere il Canada quando trova risorse alimentari sufficienti. Nel 2016 è stata individuata per la prima volta nel continente africano, dove sta causando notevoli danni ai raccolti di mais e potrebbe causare danni economici peggiori.